# Courrendlin
Courrendlin (toponimo francese) è un comune svizzero di 3 448 abitanti del Canton Giura, nel distretto di Delémont.

## Geografia fisica
Nel territorio si trova il rilievo del Montchaibeux.

## Storia
Il 1º gennaio 2019 Courrendlin ha inglobato i comuni soppressi di Rebeuvelier e Vellerat.

## Monumenti e luoghi d'interesse

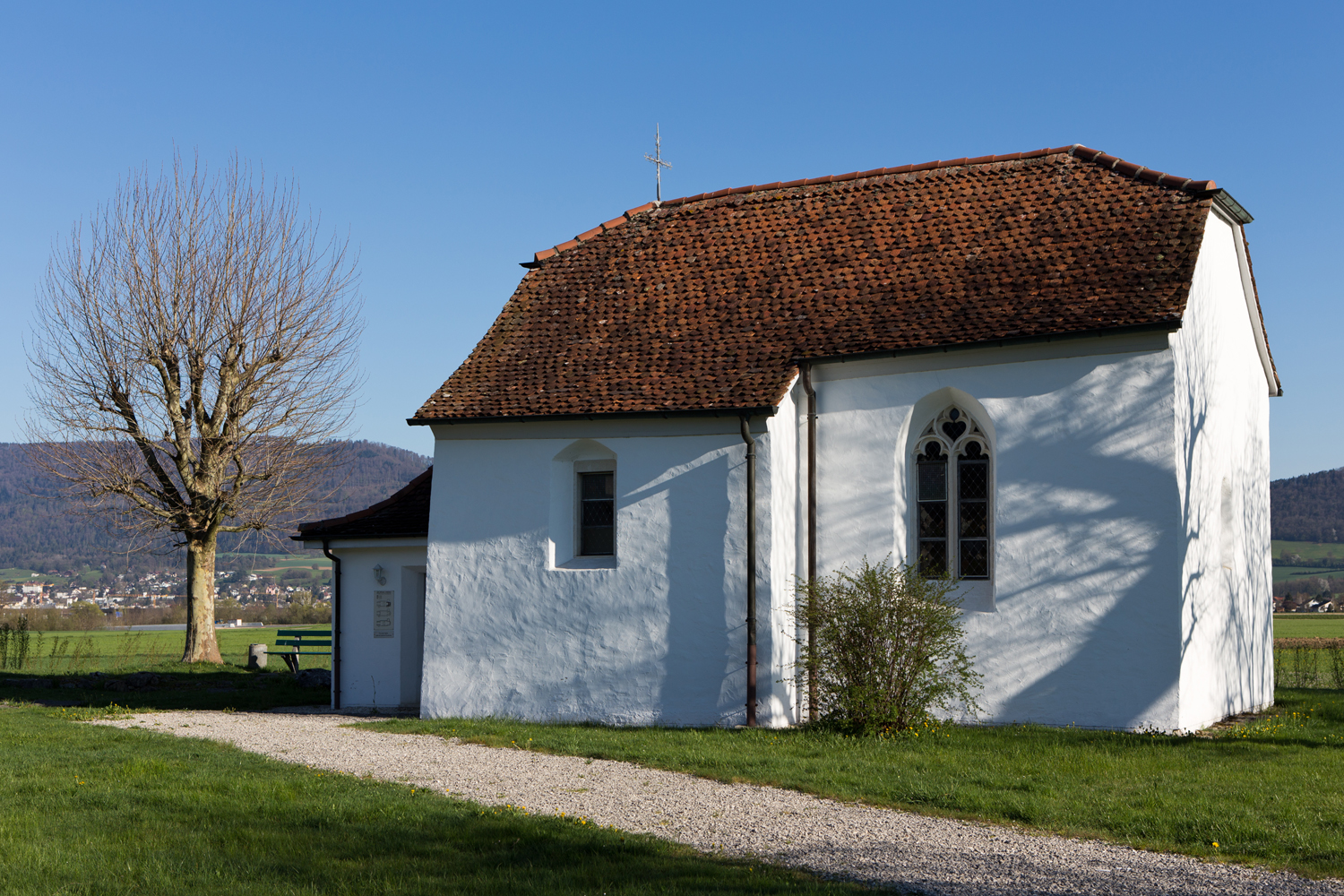
La chiesa di San Bartolomeo

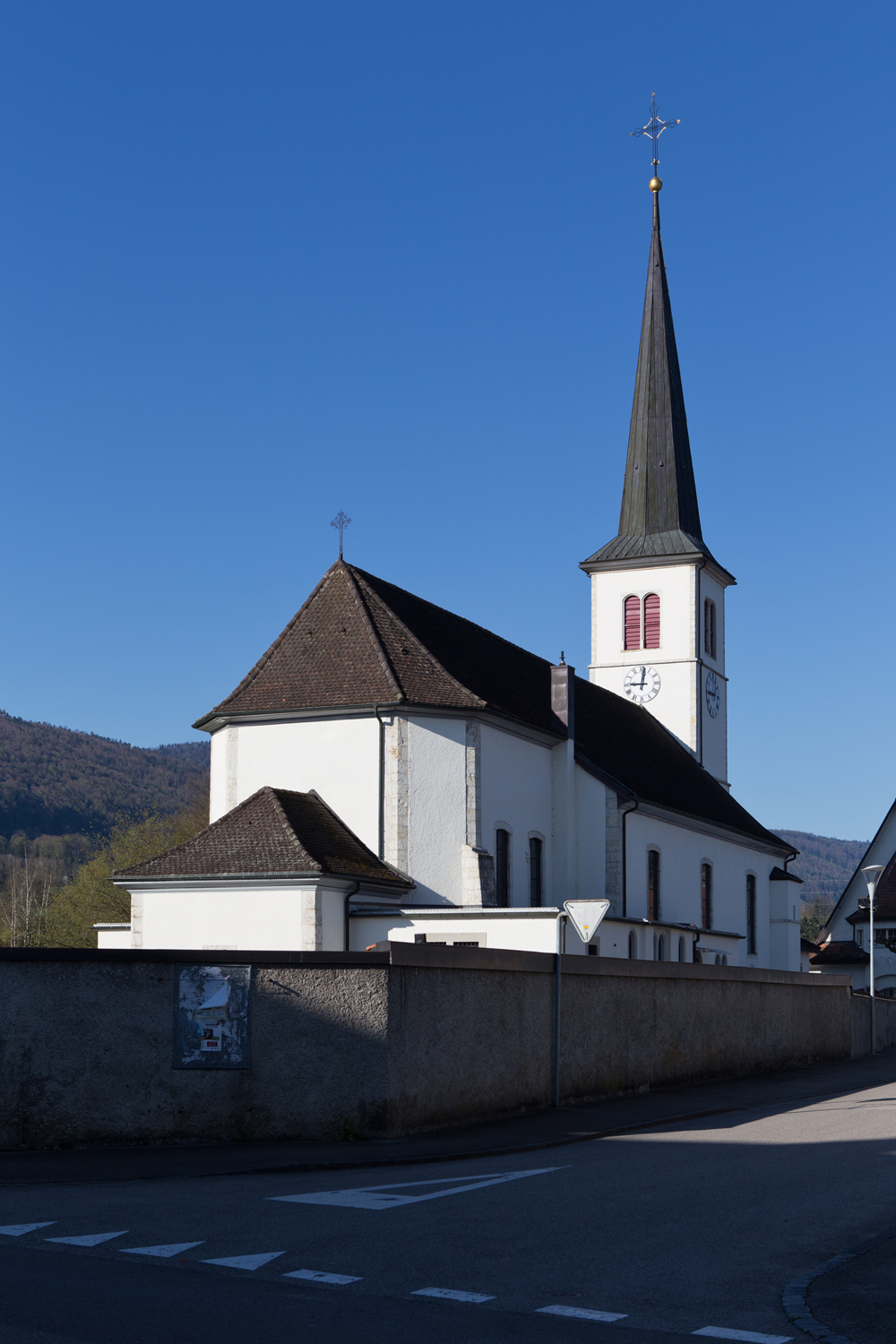
La chiesa dei Santi Germano e Randoaldo

- Chiesa cattolica di San Bartolomeo (già di San Germano), eretta nel IX secolo[2];
- Chiesa parrocchiale cattolica dei Santi Germano e Randoaldo, eretta nel 1755-1758[2];
- Chiesa riformata, eretta nel 1930[2].

## Società

### Evoluzione demografica
L'evoluzione demografica è riportata nella seguente tabella:
Abitanti censiti

## Geografia antropica

### Frazioni
Le frazioni di Courrendlin sono:
- Choindez[4]
- Rebeuvelier[5]
- Vellerat[6]

## Amministrazione
Ogni famiglia originaria del luogo fa parte del comune patriziale che ha la responsabilità della manutenzione di ogni bene comune.